# 密陽魯氏
密陽魯氏（ミリャンノし、밀양노씨）は、朝鮮の氏族の一つ。本貫は慶尚南道密陽市である。2015年の調査では、777人である。
始祖は、中国戦国時代の斉の魯仲連である。